# Gerard di Villefort
Gerard Villefort è un personaggio dell'anime Il conte di Montecristo  di 'Mahiro Maeda. Altissimo giudice di Parigi, è uno dei tre uomini di cui il conte si vuole vendicare distruggendogli la famiglia.

## Storia

### Passato
A causa di un complesso d'inferiorità verso suo padre Noirtier, che era ai vertici del governo della Terra, cominciò a portargli rancore. All'epoca, la Terra era in conflitto contro un impero alieno e Noirtier guidava il movimento per la pace con esso. Villefort, pur di non sottostare all'ombra del padre, entrò nel partito dei belligeranti: questi ordirono un complotto, che culminò in un attentato che causò la caduta del governo di Noirtier e Villefort era tra i cospiratori. A Marsiglia, dove era vice-procuratore, ricevette una denuncia anonima (Fernand Mondego) contro Edmond Dantès e questi, sperando di scagionarsi, gli consegna una lettera affidatagli dal suo capitano, morto durante il viaggio di ritorno. La lettera destinata a Noirtier, conteneva la lista dei cospiratori, tra cui Villefort: per salvare se stesso mandò Edmond allo Chateau d'If, una prigione lontana dove qui incontrerà il demone Gankutsuou. Ha avuto una moglie che non si vedrà mai nel corso della serie perché morta anni prima, da cui ha avuto una figlia, Valentine de Villefort. Ha avuto anche una relazione extraconiugale con Victoria de Danglars, moglie di Jullian Danglars; da tale unione nacque Andrea Cavalcanti. Per salvare la sua reputazione, decise di seppellire il bambino nella villa del suocero, ma un servo lo salvò a sua insaputa.

### Presente
Sempre di più affermato, diventa procuratore generale e si risposa con una giovane donna chiamata Héloïse de Villefort. Nel corso della serie la figlia Valentine verrà avvelenata dalla seconda moglie verrà tratta in salvo dal soldato Maximilien Morrel di cui Gerard non ha alcuna stima perché di basso rango sociale. Quando intuisce che il Conte sia a conoscenza della sua precedente relazione extraconiugale, e per aver regalato un pericoloso anello alla moglie Héloïse, cerca di farlo arrestare ma Edmond riesce ad essere più furbo di lui, facendolo sfigurare in pubblico. A causa di ciò, il ministero dell'interno gli fa richiesta di dimettersi dal suo ruolo, di fatto rovinandolo. Cercherà quindi di farsi giustizia da sé sparando al Conte, riuscendo però solo a ferirlo e finendo quindi lui per essere arrestato. Durante il processo verrà portato a testimoniare il truffatore Cavalcanti, che rende pubblico il fatto di essere il figlio di Villefort per poi pugnalare il padre. In ospedale il Conte gli farà visita svelando la sua vera identità per poi informargli che la lama era avvelenata e che impazzirà tra atroci allucinazioni della sua mente. Durante il colpo di Stato di Fernand, appare privo di lucidità e delirante.

## Carattere
Impassibile e spietato nel lavoro come in amore, non ha esitato un secondo nel cercare di uccidere il figlio avuto dalla sua amante per non compromettere la sua posizione e il suo futuro. Quando scoprirà le intenzioni ambiziose di Héloïse la tratterà in maniera tanto fredda da farla impazzire.